# Murghob, Tadjikistan

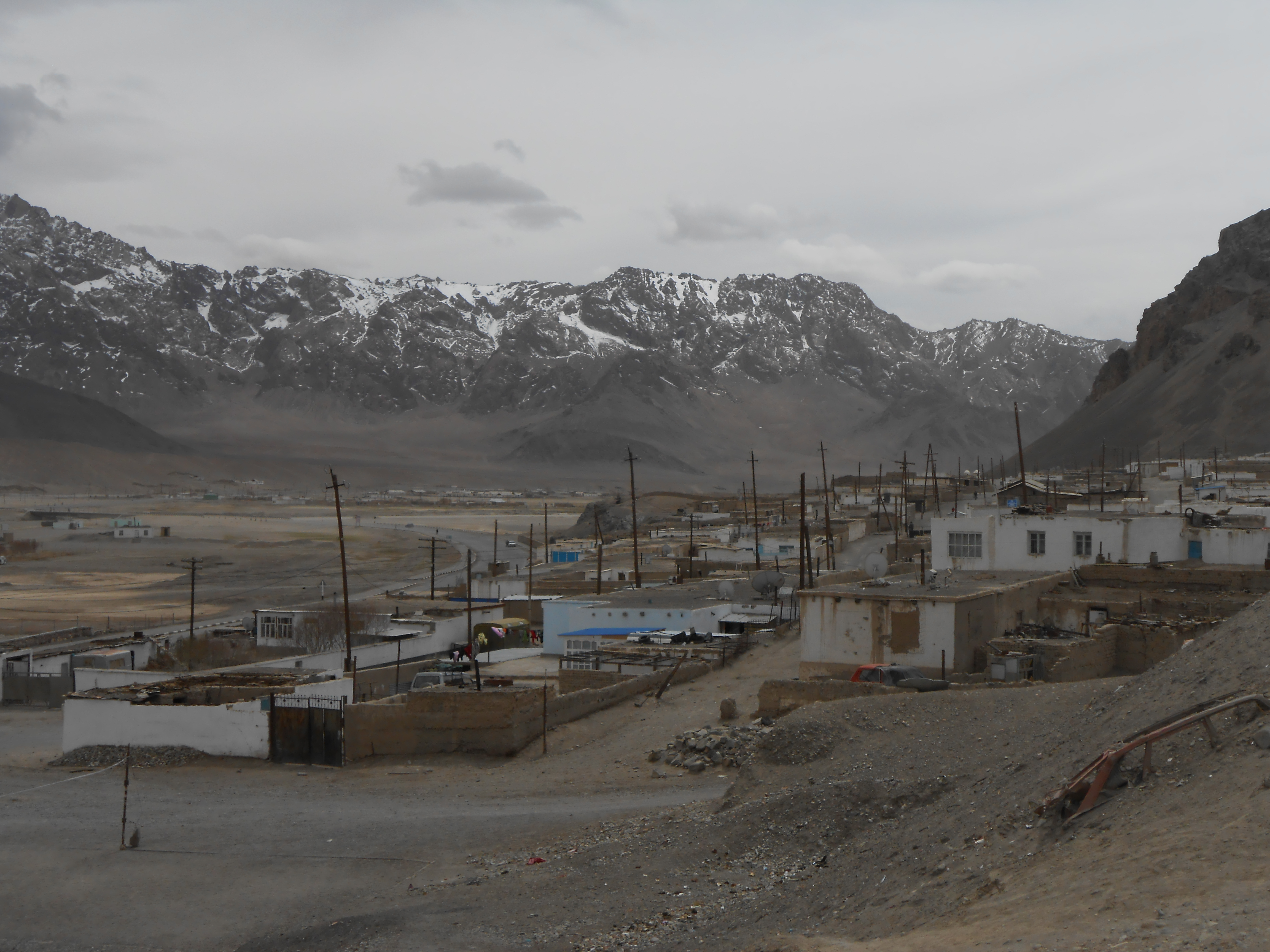
Murghab

Murghob (în tadjică Мурғоб) este un oraș din Tadjikistan.